# Melampus liberianus
Melampus liberianus is een slakkensoort uit de familie van de Ellobiidae. De wetenschappelijke naam van de soort is voor het eerst geldig gepubliceerd in 1854 door H. Adams & A. Adams.